# Cephalostachyum mindorense
Cephalostachyum mindorense là một loài thực vật có hoa trong họ Hòa thảo. Loài này được Gamble mô tả khoa học đầu tiên năm 1910.